# جايسون وود
جايسون وود (بالإنجليزية: Jason Wood)‏ هو ضابط شرطة وسياسي أسترالي، ولد في 24 مايو 1968 في أستراليا. حزبياً، نشط في الحزب الليبرالي الأسترالي. وقد انتخب عضو مجلس النواب الأسترالي عن دائرة Division of La Trobe ‏ (9 أكتوبر 2004 – 21 أغسطس 2010) وانتخب عضو مجلس النواب الأسترالي عن دائرة Division of La Trobe ‏ (7 سبتمبر 2013 – ).